# كالفن ستنغس
كالفن ستنغس (بالهولندية: Calvin Stengs)‏ (18 ديسمبر 1998 بهارلمرمير في هولندا - ) هو لاعب كرة قدم هولندي في مركز الوسط. لعب مع إي زد ألكمار.

## روابط خارجية
- كالفن ستنغس على موقع الاتحاد الدولي (مؤرشف)  (الإنجليزية)
- كالفن ستنغس على موقع الاتحاد الأوربي (الإنجليزية)
- كالفن ستنغس على موقع قاعدة بيانات كرة القدم.إي يو (الإنجليزية)
- كالفن ستنغس على موقع ليكيب (الفرنسية)
- كالفن ستنغس على موقع ناشيونال فوتبول تيمز (الإنجليزية)
- كالفن ستنغس على موقع Soccerway.com (الإنجليزية)
- كالفن ستنغس على موقع عالم كرة القدم.نت (الإنجليزية)